# むらせ
むらせ（本名：村瀬 雄一（むらせ ゆういち）、1986年5月11日 - ）は、日本のお笑いタレント、ものまねタレント。太田プロダクション所属。
デビュー以来本名で活動して来たが、2014年3月より、芸名を「むらせ」に変更した。

## 来歴・人物
- 岐阜県本巣市出身。
- 身長176cm、血液型はAB型。
- 中日ドラゴンズ検定3級[2]
- FP3級の資格を所持[2]
- 日商簿記検定2級[2]
- プロ野球は中日ドラゴンズ、Jリーグは名古屋グランパスと、いずれも地元チームのファンである[3]
- 東京・麻布十番のものまねショーパブでも働いている[3]
- ネタは声真似のもの、顔真似のみのものとも行い、本田圭佑、松岡昌宏、林修のそれぞれの物真似は声真似・顔真似とも流れで可能である[2]
- 2021年6月13日に配信された木村拓哉の冠番組『木村さ〜〜ん!』にて行われた「木村拓哉ものまね選手権」で優勝し木村から公認された[4][注釈 1]
- 最近けん玉にハマっている。

## ものまねレパートリー
（より。）

### 声真似・歌真似・動き真似
- ATSUSHI (EXILE)
- 阿部寛
- 飯塚悟志 (東京03)
- 内田篤人
- 及川光博
- 片岡愛之助
- 加藤一二三
- 川口春奈の雰囲気
- 北村一輝
- 桐谷健太
- 木村拓哉
- 久保建英
- GReeeeN
- コカドケンタロウ (ロッチ)
- 児嶋一哉
- 小日向文世
- 小泉孝太郎
- 堺雅人
- サッカー日本代表ものまね
- 佐藤健の首の角度
- Jリーグものまね
- 白鳥久美子 (たんぽぽ)
- DAIGO
- 高橋一生
- 高橋茂雄 (サバンナ)
- 田中圭
- 土屋伸之 (ナイツ)
- 堤真一
- 堂本剛 (KinKi Kids)
- Toshl
- 富澤たけし (サンドウィッチマン)
- 中居正広
- 中田英寿
- 新納慎也
- 錦戸亮
- ノブ (千鳥)
- 林修
- 速水もこみち
- 東山紀之
- HIKAKIN
- ヒカル
- 平野紫耀 (Number_i)
- 古市憲寿
- ファンキー加藤
- フェフ姉さん
- 福山雅治
- 藤井聡太
- 藤森慎吾 (オリエンタルラジオ)
- 本田圭佑
- 真栄田賢 (スリムクラブ)
- マシンガンズ
- 松岡昌宏 (TOKIO)
- 宮迫博之
- みやぞん
- 三浦翔平
- 村上信五 (SUPER EIGHT)
- ムロツヨシ
- 森泉
- 八木真澄 (サバンナ)
- 山里亮太 (南海キャンディーズ)
- ゆず
- 吉田羊
- ラファエル
- リリー・フランキー

### 顔真似
- 花王のマーク
- 木村カエラ
- 桐谷美玲の唇
- 酒井一圭 (純烈)
- 桜田ひより
- 笹かまぼこ
- DJ KOO
- 中村獅童
- 馬場裕之 (ロバート)
- 林修
- 古市憲寿
- 本田圭佑
- マークザッカーバーグ
- 松岡昌宏 (TOKIO)
- ミスタータイヤマン
- ミハエル・シューマッハ
- 宮田俊哉 (Kis-My-Ft2)
- 横山裕 (SUPER EIGHT)

## 出演

### テレビ
- とんねるずのみなさんのおかげでした「4時間半スペシャル 男気ジャンケン 日本海蟹鮪舘祭り!」（フジテレビ）- 2012年12月27日
  - 博士と助手〜細かすぎて伝わらないモノマネ選手権〜 - 2012年12月27日（第18回）初出場
- セカジュー〜世界で10万円稼ぐということ〜2（テレビ東京）- 2012年9月21日
- サタネプ☆ベストテン（TBS）- 2012年2月11日
- お願い!ランキング GOLD（テレビ朝日）- 2012年2月11日
- ヒルナンデス!（日本テレビ）- 2011年10月4日
- 森田一義アワー 笑っていいとも!（フジテレビ）- 「ウルトラソウル選手権」コーナー
- 百識王（フジテレビ）- 2013年5月22日
- ライオンのごきげんよう（フジテレビ）- 2013年9月2日、2014年4月1日より火曜日オープニングコーナーレギュラー
- 5LDK（フジテレビ）
- ものまねグランプリ（日本テレビ）
- ぐるナイおもしろ荘 おめでとう!!芸人わんさか発掘スペシャル!!（日本テレビ）- 2012年1月1日
- 爆笑!ものまねウォーズ（TBS）
- 新品さん（BSフジ）
- THE野球盤L!VE2013（BSフジ）
- ワンフィフティーズ（とちぎテレビ）
- カキューン!!（関西テレビ放送）- 2011年12月1日・12月8日
- お説教アイドル 叱るGENJI（朝日放送）- 2013年5月10日
- 24時間テレビ36 「愛は地球を救う」（日本テレビ）- 2013年8月25日「ものまね天気予報」コーナー出演
- スッキリ!!（日本テレビ）- 2013年9月23日
- 夏☆1グランプリ THE FINAL（フジテレビ）- 2013年9月23日深夜
- PON!（日本テレビ）- 2014年2月14日「どんよりどんびき 天カメ一武道会」コーナー
- 芸人報道（日本テレビ）- 2014年2月24日
- なら婚（日本テレビ）- 2014年3月26日
- コサキン・天海の超発掘!ものまねバラエティー マネもの（フジテレビ）
- 坂上忍の成長マン!!  祝!坂上忍の成長マン日曜ゴールデン拡大版 愛犬しつけ&ものまね急成長2時間半SP!!（テレビ朝日）- 2014年11月23日
- THE野球盤L!VE2015（CSフジ）- 2015年3月23日
- ダウンタウンのガキの使いやあらへんで!!絶対に笑ってはいけない名探偵24時（日本テレビ）- 2015年12月31日
- ウチのガヤがすみません!（日本テレビ）‐2017年7月4日
- オールスター感謝祭2018春（TBS）- 2018年3月31日
- オールスター後夜祭（TBS） - 2018年4月1日、[5]、2019年4月7日[6]
  - 第2回は台風で欠席、しゅんしゅんクリニックPが参加。
- 勇者ああああ (テレビ東京) - 2021年9月4日
- THE百王 (TBS) - 2021年9月21日
- eGG (日本テレビ) - 2021年10月19日
- スッキリ (日本テレビ) - 2021年11月10日
- 激！今夜もドル箱 (テレビ東京) - 2021年12月7日
- ものまねグランプリ2021 (日本テレビ) - 2021年12月21日
- 笑って年越したい！笑う大晦日2021 (日本テレビ) - 2021年12月31日
- 千原ジュニアのヘベレケ (東海テレビ) - 2021年7月30日、2022年3月16日、2022年3月25日、2022年4月1日
- 爆笑そっくりものまね紅白歌合戦スペシャル (フジテレビ) - 2022年4月23日
- 凪咲とザコシ (テレビ朝日) - 2022年6月1日
- 中居正広の金スマ『ものまね3時間SP』(TBS) - 2022年6月24日
- くりぃむナンタラ (テレビ朝日) - 2022年9月25日
- 1時50分からはスローでイージーなルーティーンで (関テレ) - 2022年10月6日
- ネタパレ (フジテレビ) - 2021年9月3日、2022年11月18日
- ザ・細かすぎて伝わらないモノマネ (フジテレビ) - 2022年12月17日
- THE野球盤L!VE2023 (CSフジ) - 2023年3月24日
- ものまね王座決定戦 (フジテレビ) - 2022年10月15日、2023年5月6日
- しゃべくり007 (日本テレビ) - 2023年5月15日
- 金のツカミ (日本テレビ) - 2023年10月8日 [注釈 2]
- ものまねグランプリ (日本テレビ) - 2023年10月24日
- 日曜日の初耳学 (TBS) - 2023年10月29日、2023年11月5日 [注釈 3]
- 全力!脱力タイムズ (フジテレビ) - 2023年12月29日
- SHOW激！今夜もドル箱 (テレビ東京) - 2023年10月25日、2024年2月6日
- THE野球盤L!VE2024（CSフジ）- 2024年3月20日

### ラジオ
- ヘンケンLABO (FMヨコハマ 84.7MHz) - 2022年5月7日
- 60TRY部 (ラジオ日本) - 2023年4月5日
- 高田文夫のビバリー昼ズ (ニッポン放送) - 2023年5月3日
- ナイツ ザ・ラジオショー (ニッポン放送) - 2021年10月27日、2023年5月10日
- 渋谷で!!PockeTo Song♪ (渋谷クロスFM) - 2023年10月1日

### 単独ライブ
- 『オレムラセ』（2019年5月11日、東京・関交協ハーモニックホール）[7]
- 『オレムラセ3』 (2023年5月13日、中目黒キンケロシアター)

### 動画・その他
- 『ヒロミ・指原の恋のお世話始めました』 (ABEMA TV) - 2022年10月27日、2023年1月19日
- 『木村さ～～ん』 (Gyao) - 2023年3月9日
- 動画、はじめてみました (テレ朝公式) - 2023年5月23日
- 「KODA KUMI ~angeL&monsteR~」 - 2023年5月28日